# Таджикская Википедия
Таджикская Википедия (тадж. Википедиаи Тоҷикӣ / Vikipediai Tojikī) — раздел интернет-энциклопедии Википедия на таджикском языке, являющийся бесплатным и свободно редактируемым как и другие языковые разделы. Была основана 27 января 2004 года.
В настоящее время раздел содержит 115 704 статьи и с этим показателем занимает 70-е место по количеству статей среди всех разделов Википедии и 2-е место (после персидской Википедии) среди разделов на иранских языках. Среди разделов Википедии на языках Центральной Азии занимает 3-е место, уступая Казахской и Узбекской Википедиям. Среди разделов Википедии на языках постсоветского пространства (бывшего СССР), занимает 11-е место. Показатель качества — «глубина» — для таджикского раздела Википедии равен 10,6. Общее число правок составляет 1 438 956. В Таджикской Википедии зарегистрировано 77 443 участников. Из них, 6 участников имеют статус администратора.

## История
Таджикская Википедия была основана 27 января 2004 года. В июле 2006 года появилась 100-я статья в Таджикской Википедии. К декабрю 2006 года в Таджикской Википедии было написано более 3500 статей, было зарегистрировано примерно 200 участников, администраторами являлись два участника. В феврале 2008 года количество статей в Таджикской Википедии достигло 10 000. Активно заполняются разделы «География (Ҷуғрофия)» и «Языки (Забонҳо)». Детально представлена география Таджикистана, Афганистана и Ирана, сделаны массовые заготовки городов и областей.
К августу 2015 года в Таджикской Википедии появилась 50-тысячная статья.
Долгое время Таджикская Википедия сильно отставала от многих разделов Википедии, к примеру от разделов Википедии на языках стран бывшего СССР. Среди разделов Википедии на языках стран Центральной Азии, являлся третьим, уступая Казахской и Узбекской Википедиям. В начале 2015 года Таджикскую Википедию обогнала Киргизская Википедия — ещё один языковой раздел Википедии, относящийся к центральноазиатским языкам.
К августу 2016 года количество статей в Таджикской Википедии достигло 80 000. К июлю 2017 года в Таджикской Википедии было написано 85 000 статей, и таким образом Таджикская Википедия обогнала Киргизскую Википедию и снова стала третьим по количеству статей среди разделов на языках Центральной Азии.
20 декабря 2019 года количество статей Таджикской Википедии достигло 100 000 и с этим показателем занимало 70-е место по количеству статей среди всех разделов Википедии и 2-е место (после персидской Википедии) среди разделов на иранских языках.

## Активность таджикской Википедии
| Рост числа статей | Рост числа статей |
| Количество        | Дата              |
| ----------------- | ----------------- |
| 100 статей        | июль 2006         |
| 1500 статей       | август 2006       |
| 6 000 статей      | январь 2007       |
| 10 000 статей     | февраль 2008      |
| 50 000 статей     | август 2015       |
| 80 000 статей     | август 2016       |
| 85 000 статей     | Июль 2017         |
| 93 096 статей     | февраль 2018      |
| 96 103 статьи     | январь 2019       |
| 100 003 статьи    | 20 декабря 2019   |
| 114 460 статьи    | январь 2024       |
| 115 704 статьи    | Сегодня           |

## Конвертер
Таджикская Википедия имеет систему преобразования текста, поэтому любую статью можно просмотреть в разных вариантах — на кириллице или латинице. Кроме Таджикской Википедии, такую систему преобразования текста имеют, к примеру, Узбекская, Казахская и Сербская Википедии.
Внедрение в Таджикскую Википедию систему преобразования текста (с кириллицы на латиницу и наоборот) осуществлена прежде всего из-за связанности таджикского языка и таджикской письменности с геополитикой. Так, латиницу поддерживают сторонники союзничества с Узбекистаном и западным миром, кириллицу поддерживают сторонники союзничества с Россией и другими странами постсоветского пространства. Арабо-персидскую письменность поддерживают сторонники союза с Ираном и Афганистаном, которые подчёркивают общее персидское наследие таджиков, персов (иранцев) и афганцев, но преобразование текста на арабо-персидскую письменность в Таджикской Википедии пока не предусмотрено. По умолчанию сайт использует кириллицу, так как именно кириллица является единственно официальной письменностью таджикского языка в Таджикистане.

### Количественные показатели
По состоянию на 27 июля 2025 года Таджикская Википедия содержит 115 704 статьи. В Таджикской Википедии зарегистрировано 77 443 участника, из них 83 совершили какое-либо действие за последние 30 дней, а 6 участников имеют статус администратора. Общее число правок в разделе — 1 438 956. «Глубина» таджикского раздела равна 10,6.

## Контент
В таджикской Википедии активно заполняются разделы «География» (Ҷуғрофия), «Языки» (Забонҳо) и «История» (Таърих), «Культура Таджикистана» (Фарҳанги Тоҷикистон). Детально представлена география и история Таджикистана, Афганистана и Ирана, а также близких к Таджикистану стран (Узбекистан, Кыргызстан, Россия). Сделаны массовые заготовки городов и административных единиц Таджикистана и других стран. В таджикской Википедии пока ещё слабо проработана система категорий, много практически пустых статей или текстовых заготовок, отсутствуют многие шаблоны. Среди участников раздела большинство составляют из Таджикистана. Также достаточное количество участников из России, Ирана, Узбекистана, США и стран Европейского союза.

## Оценки
В марте 2014 года президент Таджикистана Эмомали Рахмон заявил о том, что создание и развитие таджикской версии «Википедии» — это добрая инициатива, и она будет поддержана государством.
В октябре 2017 года Комитет по языку и терминологии при правительстве Таджикистана заявил о том, что в этом языковом разделе имеются многочисленные грамматические ошибки, расценив их как нарушение закона «О государственном языке Республики Таджикистан» (2009) и постановления правительства № 458 (2011), в которых утверждены правила таджикской орфографии.